# Castello di Wels
Il castello di Wels (in tedesco Burg Wels) si trova nell'omonimo comune austriaco del Distretto di Wels-Land appartenente al Land dell'Alta Austria. La sua storia inizia nell'VIII secolo.

## Storia

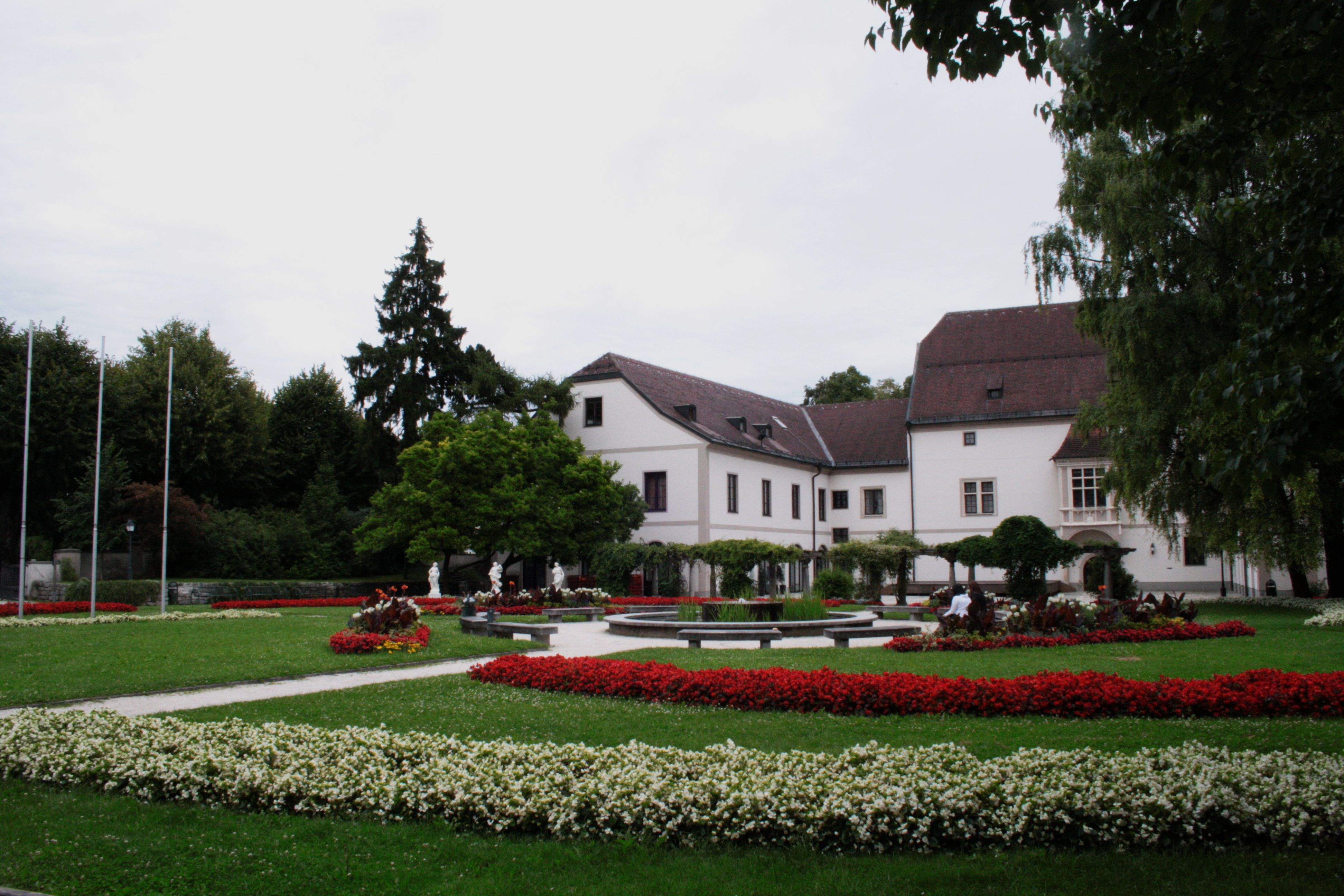
Castello di Wels visto dai giardini

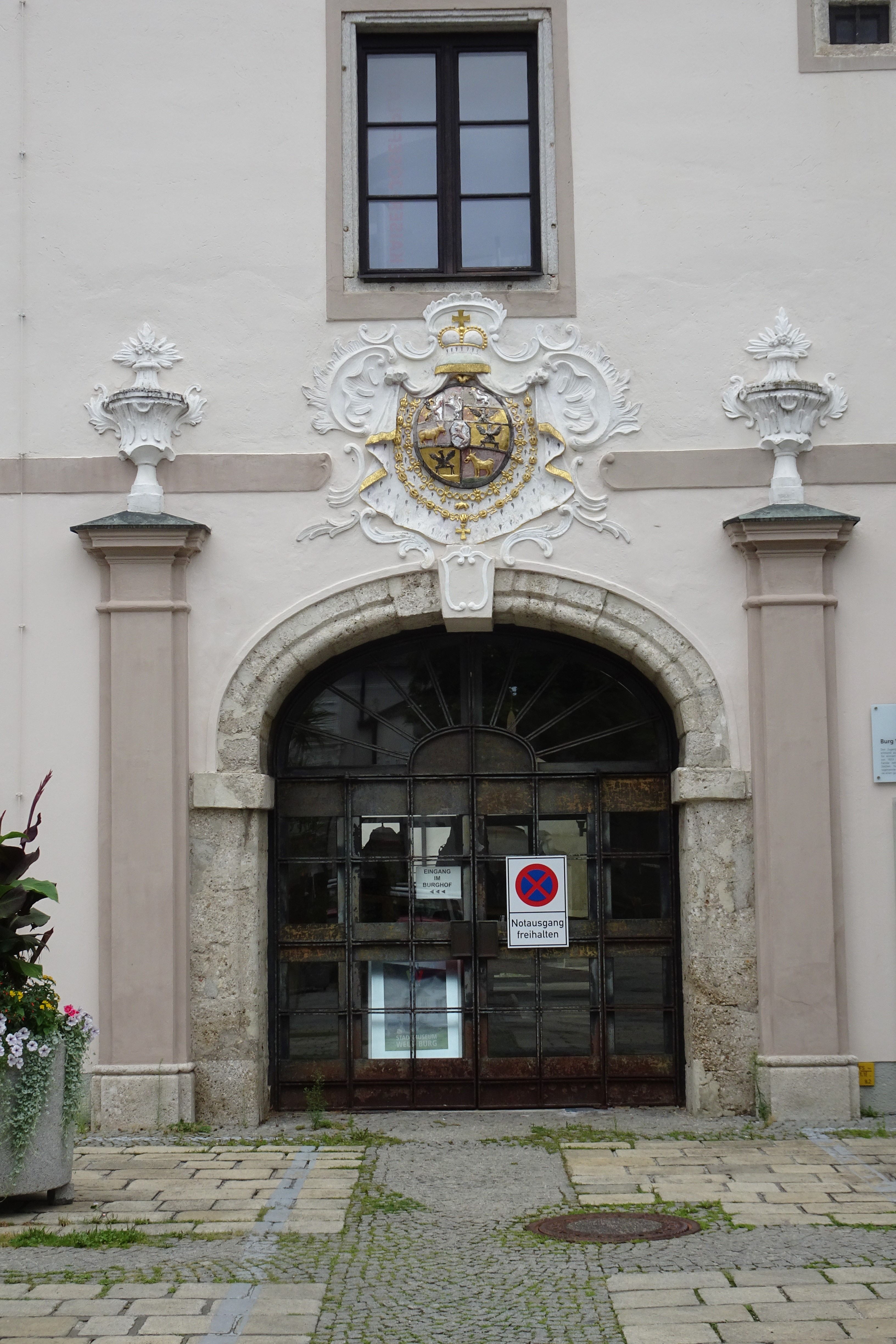
Portale di accesso

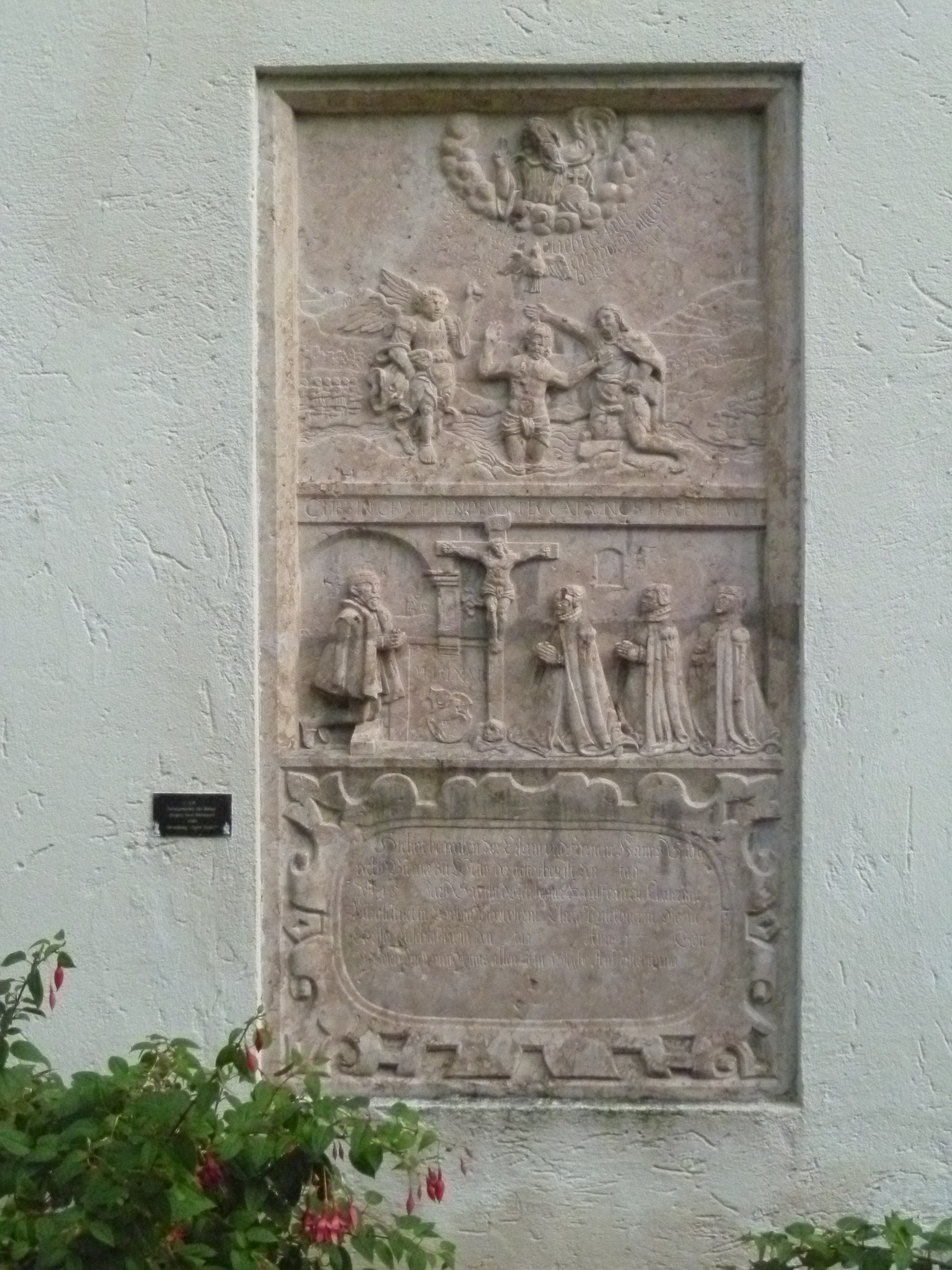
Pietra tombale della famiglia Hans Steinbeckh raffigurante il Battesimo di Cristo

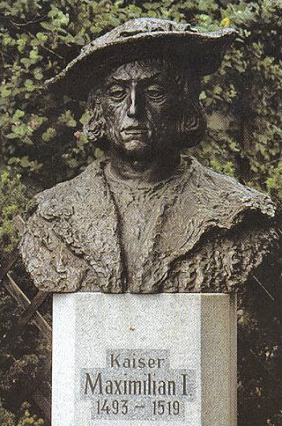
Monumento all'imperatore Massimiliano I d'Asburgo nel giardino del castello di Wels

Il castello di Wels fu costruito nel 776 per proteggere l'abitato dagli Avari. Il signore era l'allora burgravio Machelan che svolgeva anche il compito di conte di confine a Traungau. Nell'885 Wels veniva definito curtis regia, cioè castello della corte reale, ed era possedimento carolingio. Il castello sopravvisse alle invasioni ungheresi del X secolo e il signore locale, il conte Arnold von Wels, viene menzionato in documenti intorno all'anno 1000 come uno dei conti di Traungau, conosciuti anche come conti di Wels e Lambach. Quando i von Wels si estinsero furono i conti Formbach ad ereditare il castello con il vicino ponte Traun. Nel 1158 Ekbert von Formbach lasciò in eredità i suoi possedimenti al margravio Ottocaro III di Steyr. Nel 1186 i possedimenti della Stiria passarono alla famiglia Babenberg. Intorno al 1220 il duca Leopoldo VI di Babenberg acquistò parti del dominio dal vescovado di Würzburg, di cui era entrato in possesso dopo il 1090 ma il castello rimase autonomo fino al XVII secolo e amministrato da balivi. Nel 1235 l'imperatore Federico II nel castello celebrò il suo fidanzamento con la figlia di Ottone di Baviera. A quel tempo il castello era già inserito nella cinta muraria per la difesa cittadina ma rimaneva sotto il potere del sovrano. Con Przemysl Ottokar divenne la sede dei parlamenti regionali. Nel 1362 la tenuta passò in pegno a Eberhard von Wallsee e fu solo intorno al 1454 che venne riaperto e gestito da persone di fiducia. Nel 1560 fu promesso a Weikhart von Polheim. L'imperatore Massimiliano I d'Asburgo soggiornava spesso qui quando andava a caccia nel vicino Kürnbergerwald e tra il 1504 e il 1514 ampliò il castello in stile tardo gotico e qui morì nel 1519. Da anni portava la sua bara di quercia nel bagaglio e, come da lui desiderato, il corpo fu sepolto sotto i gradini dell'altare della cappella di San Giorgio nel castello di Wiener Neustadt. La sua tomba nella chiesa di corte di Innsbruck rimase vuota. Nei secoli successivi il castello venne continuamente ampliato e ricostruito e nel 1550 gli abitanti di Polheim vollero affidare in pegno la fortezza ad Hans Hofmann von Grünbühel. Dal 1598 al 1623 venne affidato alla famiglia Weiss von Würting. L'imperatore Ferdinando III sciolse il pegno quando cedette il regno a suo figlio, il re Ferdinando IV, e nel 1654 il castello venne affidato come amministrazione a Johann Weikhard, principe Auersperg. Da quel momento la vasta proprietà divenne una contea e nel 1750 comprendeva circa 1.450 sudditi. Il castello rimase di proprietà della famiglia Auersperg fino al 1865 quando fu acquistato dal commerciante e produttore di margarina Ludwig Hinterschweiger, che nella nuova ala est installò la sua fabbrica. Nel 1900 la fabbrica ed il castello passarono alla famiglia Blaimschein. Dal 1937 l'edificio, restaurato, appartiene alla città di Wels e serve principalmente a scopi culturali.

## Descrizione
Il castello di Wels è uno dei simboli della città e si trova nella parte sud-orientale del centro storico dell'omonimo comune austriaco nel Distretto di Wels-Land, Land dell'Alta Austria. L'accesso originario avveniva attraverso un fossato da tempo riempito. Sopra l'arco dell'ingresso al cortile del castello si conserva un cartiglio con lo stemma imperiale. L'edificio storico aveva quattro ali in stile gotico anche se ha subito importanti ristrutturazioni nel corso del tempo, ed in tempi recenti sono rimaste solo due ali storiche, l'ala sud e l'ala ovest, davanti alle quali si estende il giardino. Il tetto è alto e ripido. Sull'ala sud, sulla facciata verso il cortile, c'è un bovindo tardo gotico, che ricorda il Tettuccio d'oro di Innsbruck, anche se è più piccolo e arredato in modo molto più semplice. I pergolati costruiti davanti all'ala ovest sul lato del cortile possono essere attribuiti al primo Rinascimento, cosa piuttosto rara nell'Alta Austria. Nell'ala ovest sono stati conservati gli stipiti delle porte e i davanzali gotici e vi si trova anche la stanza dove morì l'imperatore Massimiliano I. Questa si trova al primo piano ed è parte del percorso museale del castello. L'ala est fu costruita solo nel XIX secolo. L'ultimo piano della torre risale al 1900 circa.

### Musei cittadini di Burg Wels con il museo degli Espulsi e il museo della panificazione
Il castello ospita uno dei musei cittadini più interessanti dell'Alta Austria con la collezione che offre un quadro interessante della storia della città di Wels e copre il periodo che inizia dal Medioevo e attraversa il Rinascimento, il Barocco e il Biedermeier fino ai tempi recenti. Oltre al museo della città il castello ospita il museo degli Espulsi e il museo della panificazione e della pasticceria austriaca.

### Bene architettonico tutelato
il castello di Wels è stato posto sotto tutela dei monumenti da parte della Repubblica austriaca col numero 36956.